# Duncan Watmore
Duncan Watmore (Manchester, 8 marzo 1994) è un calciatore inglese, attaccante del Millwall.

## Caratteristiche tecniche
Ala destra, può giocare anche come esterno d'attacco sulla sinistra.

## Carriera

### Club
Per anni nel settore giovanile del Manchester United, dopo aver giocato tra i semiprofessionisti, è acquistato dal Sunderland che lo gira in prestito in SPL: il 15 marzo 2014 realizza il suo primo, unico gol in Scozia contro il Partick Thistle, in un incontro perso dall'Hibernian 3-1. Ritornato in Inghilterra, si ritaglia uno spazio nel Sunderland nella stagione 2015-2016, subentrando a Steven Fletcher al 70' della partita di Premier League giocata il 18 agosto 2015 contro il Norwich City e mettendo a segno il gol della bandiera per i Black Cats a due minuti dalla fine, firmando il definitivo 1-3.

### Nazionale
Ha giocato nelle nazionali giovanili inglesi Under-20 ed Under-21.

### Vita privata
Nel mese di febbraio del 2017 durante una vacanza alle Barbados salva la vita a tre persone in seguito ad un incidente marittimo.

## Palmarès

### Individuale
- Giocatore dell'anno della Barclays Premier League Under-21: 1

2014-2015
- Rivelazione del torneo al Torneo di Tolone: 1

2015